# بازآرایی

فرایند بازآرایی در زیست‌فناوری

بازآرایی آمیختن محتویات ژنتیکی یک گونه به ترکیبات جدید در افراد مختلف است. چندین فرایند مختلف از جمله مجموعه کروموزوم‌ها و کراسینگ‌اور در بازآرایی نقش دارند. بازآرایی به‌طور خاص در زمان تبادل ماده ژنتیکی مابین دو ویروس مشابه که سلول واحدی را آلوده می‌کنند، بکار می‌رود. بازآرایی به‌خصوص در بین ویروس‌های آنفلوانزا، که ژنوم آنها از هشت بخش مجزا از آران‌ای تشکیل شده اتفاق می‌افتد. این بخش‌ها مانند مینی کروموزوم‌ها عمل می‌کنند و هر بار که یک ویروس آنفلوانزا سرهم می‌شود، به یک نسخه از هر بخش نیاز دارد.
اگر یک میزبان مستقل (یک انسان، مرغ یا حیوان دیگر)، با دو سویه مختلف از ویروس آنفلوانزا آلوده شود، ممکن است که از بخش‌هایی که خاستگاه آنها ترکیبی از سویه‌های مختلف است، ذرات ویروسی سرهم شده جدیدی ایجاد شوند. سویه بازآرایی شده جدید، از صفات هر دو والد خود سهم خواهد برد.
بازآرایی عامل برخی از تغییرات ژنتیکی اساسی در تاریخ ویروس آنفلوانزا است. همه‌گیری جهانی سویه‌های آنفلوانزا در سال‌های ۱۹۵۷ و ۱۹۶۸ ناشی از بازآرایی بین ویروس پرندگان و ویروس انسانی بود، درحالی‌که عامل شیوع آنفلوانزای خوکی در سال ۲۰۰۹، ویروس H1N1 بود که دارای ترکیبی غیرمعمول از توالی ژنتیکی آنفلوانزای خوکی، مرغی و انسانی است.
خانواده رپتارناویروس، که عامل بیماری نقص اندام در مارها است، درجه تنوع ژنتیکی بسیار بالایی را به دلیل بازآرایی مواد ژنتیکی از سویه‌های متعدد، در حیوان آلوده واحد نشان می‌دهد.